# 克果納傑氏症
克果納傑氏症是一遺傳性膽血紅素代謝疾病，因肝臟葡萄糖醛酸轉移酵素缺乏引起高膽紅素血症。如未能在嬰兒期予以治療，則會發展為核黃疸。
其發生率為未知，1994年12月的統計中只有約70個患者報告。
遺傳方面，其遺傳方式為未知，但與吉爾波特症候群與克果納傑氏症第II型的致病基因相關或相同。